# Garafad
Garafad (Schots-Gaelisch: An Garradh Fada) is een dorp op het eiland Skye ongeveer 22 kilometer ten zuiden van Portree in de Schotse lieutenancy Ross and Cromarty in het raadsgebied Highland.